# Boris Trajanow
Boris Trajanow (mac. Борис Трајанов, ur. 4 listopada 1959 w Lublanie) – macedoński baryton.
Na początku uczył się śpiewać z ojcem Gogą Trajanowem w Skopju. Następnie kontynuował naukę w Biserka Cwejic w Belgradzie i w Pier Miranda Ferraro w Mediolanie. Absolwent śpiewu solowego w Akademii Muzycznej w Skopju w klasie Masters. Zadebiutował na scenie w 1986 roku w operetce Baron cygański. W tym samym roku miał miejsce jego debiut operowy rolą Henryka Ashtona w Łucji z Lammermooru Donizettiego.
W swojej dwudziestopięcioletniej karierze dał ponad 750 występów w wielu operach na całym świecie. Jest powszechnie uważany za jednego z najlepszych interpretatorów roli barona Scarpia z opery Tosca Pucciniego. Jego szeroki repertuar zawiera najważniejsze role z oper Verdiego, takich jak Nabucco, Conte di Luna, Rigoletto, Rodrigo POSA, Makbet, Ezio, Renato, Jago, Don Carlo, Giorgio Germont. Występował również jako Don Pizarro w Fideliu, Guglielmo w Maria Stuarda, Escamillo w Carmen, książę Jelecki w Damie pikowej, Sharpless w Madame Butterfly, Gerard w Andrei Chénier, Alfio w Rycerskości wieśniaczej.

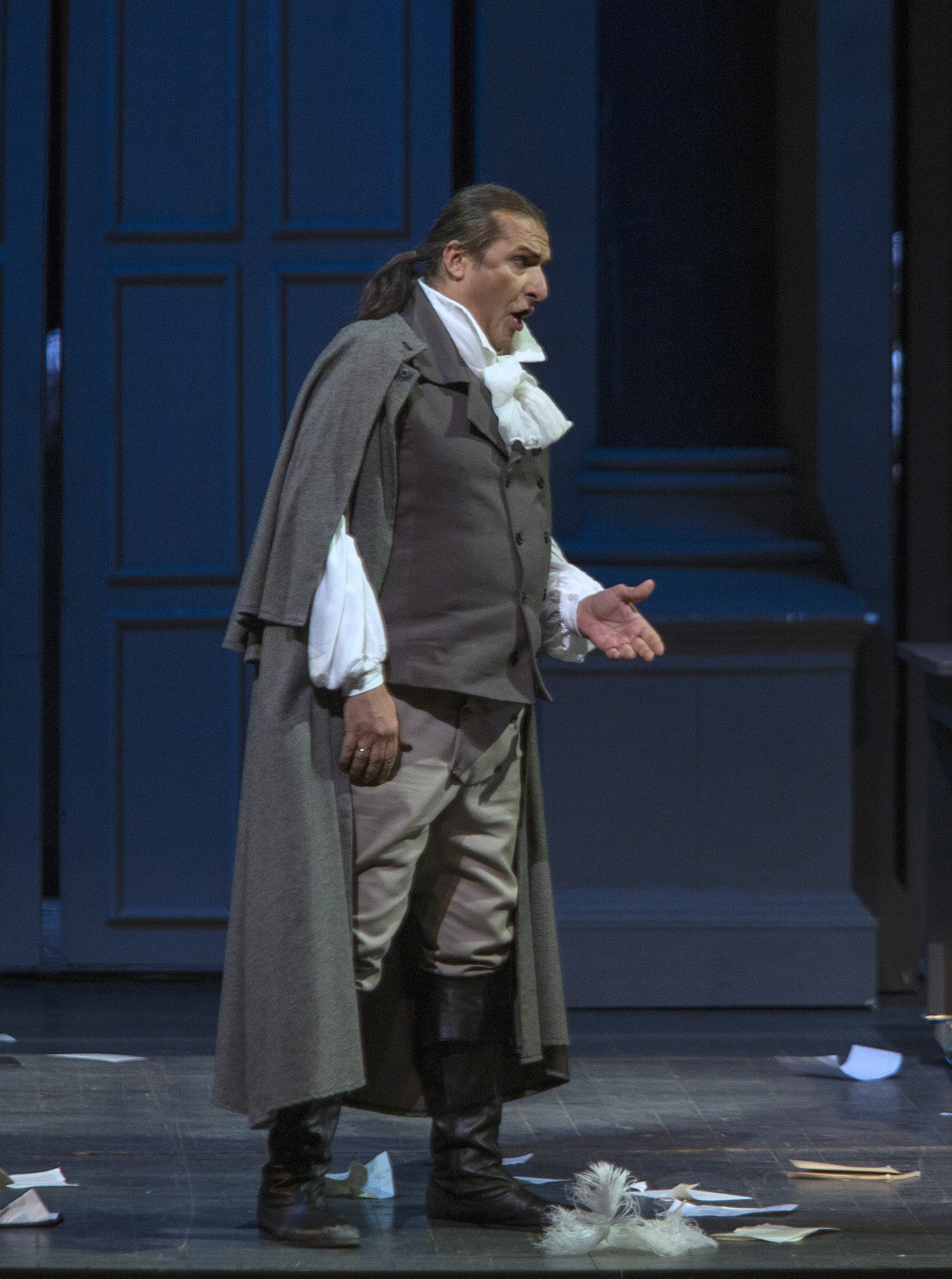

W 2005 roku Boris Trajanow został uhonorowany tytułem Artysty UNESCO na rzecz Pokoju.

## „Dzień drzewa” w Macedonii
12 marca 2008 roku Boris Trajanow rozpoczął program sadzenia drzew. Początkowo miały to być 2 miliony drzew posadzonych w górach, po jednym dla każdego obywatela Macedonii. Inicjatywa dostała nazwę (Ден на дрвото). W akcji wzięło udział około 200 000 osób, czyli 10% ogółu ludności Macedonii. Akcję kontynuowano 28 października 2008 roku, kiedy posadzono sześć milionów sadzonek, i 14 marca 2009, gdy posadzono kolejne pięć milionów drzew.